# Сирота Святослав Анатолійович
Святосла́в Анато́лійович Сирота́ (нар. 1 жовтня 1970, Київ, Українська РСР, СРСР) — український футболіст і футбольний функціонер. Майстер спорту України (1995). У 2008—2010 роках — президент Професіональної футбольної ліги України.

## Життєпис
1994 року закінчив кафедру футболу Українського державного університету фізичного виховання і спорту.
1987—1998 pp. — гравець команд «Динамо» (Київ), «Верес» (Рівне), «Дніпро» (Дніпропетровськ), «Газовик-Газпром» (Іжевськ, Росія), «Дустлик» (Узбекистан).
Бронзовий призер чемпіонатів України (1995, 1996) та фіналіст Кубка України (1995) у складі команди «Дніпро» (Дніпропетровськ).
2001 p. — тренер юнацької збірної команди України (U-15).
2002—2004 pp. — технічний секретар Федерації футболу м. Києва.
2004 р. — інспектор Професіональної футбольної ліги України.
2004—2008 pp. — відповідальний секретар Професіональної футбольної ліги України.
З липня 2008 року — виконавчий директор Професіональної футбольної ліги України.
2008—2010 роки — президент Професіональної футбольної ліги України.
З 31 січня 2015 року — перший віце-президент Асоціації футбольних арбітрів України.
У березні 2015 року взяв участь у товариському матчі з нагоди 60-річчя відомого футболіста СРСР Хорена Оганесяна між збірною СРСР та збірною світу як помічник головного тренера збірної світу Євгена Ловчева. Матч закінчився внічию 3-3.
З червня 2015 року по червень 2016 року працював спортивним директором ФК «Зоря» (Бельци, Молдова). За цей час команда посилилася хорошими футболістами і вперше в своїй історії виграла Кубок Молдови і завоювала путівку в Лігу Європи.
У серпні 2016 року призначений віцепрезидентом ФК «Зугдіді» (Грузія).
З вересня 2018 по квітень 2019 року очолював опікунську раду МФК «Прикарпаття», проте після протесту прикарпатських ультрас змушений був покинути пост у цьому клубі.
Кандидат у народні депутати від партії «Соціальна справедливість» на парламентських виборах 2019 року, № 4 у списку. Тренер-викладач ДЮСШ-10.
Після початку російського вторгнения в Україну 2022 року вступив до лав ЗСУ. У боях за Сєвєродонецьк під час обстрілу був сильно контужений і потрапив до шпиталю.